# Santa Fe Artificial Stock Market
Santa Fe Artificial Stock Market utvecklades av Santa Fe Institute och är ett av de tidiga exemplen på artificiella komplexa adaptiva system. En aktiebörs simuleras med en agentbaserad modell, vilket innebär att man försöker efterlikna det verkliga skeendet där ett stort antal traders sitter och handlar med varandra. Olika traders kan använda olika strategier, och i Santa Fe Stock Market tillåts dessa strategier modifieras under simuleringens gång. Det bildas då en evolutionär ekologi, där mindre välanpassade strategier inte överlever utan slås ut av mer framgångsrika strategier.